# Medåker
Medåker est une localité de la commune d'Arboga dans le comté de Västmanland en Suède.
Sa population était de 198 habitants en 2019.